# Полого-Яненківська сільська рада
| Полого-Яненківська сільська рада — колишній орган місцевого самоврядування у Переяслав-Хмельницькому районі Київської області з адміністративним центром у с. Пологи-Яненки. Сільській раді підпорядковані населені пункти: - с. Пологи-Яненки |

## Склад ради
Рада складається з 12 депутатів та голови.

### Керівний склад ради
| ПІБ                           | Основні відомості                                                               | Дата обрання | Дата звільнення |
| ----------------------------- | ------------------------------------------------------------------------------- | ------------ | --------------- |
| Мацкевич Олександр Васильович | Сільський голова, 1967 року народження, освіта, член народної партії            | 26.03.2006   | 31.10.2010      |
| Кушнір Валентина Василівна    | Сільський голова, 1964 року народження, освіта середня спеціальна, позапартійна | 31.10.2010   |                 |

Примітка: таблиця складена за даними джерела